# Reclaim the Streets
 Der er for få eller ingen kildehenvisninger i denne artikel, hvilket er et problem. Du kan hjælpe ved at angive troværdige kilder til de påstande, som fremføres i artiklen.

Reclaim the Streets (RTS) er en bevægelse med et kollektivt ideal om at lokalsamfundet skal være indehaverne af det offentlige rum. Fænomenet er blevet karakteriseret som en modstandsbevægelse mod elitens økonomiske globalisering og især som en modstand imod bilers udelte magt over gaden.
Reclaim the Streets (oversat: Tag Gaderne Tilbage) er på denne måde en protestform mere end en reel organisation. På den måde er en Reclaim the Streets aktion som oftest en iscenesat masseaktion hvor man invaderer en større vej eller plads for at holde en større fest. Dette kan selvfølgelig tjene til forstyrrelse af traffiken hvortil argumentet fra RTS lyder at det er bilerne der forstyrrer fodgængertrafikken på vejen. RTS' aktioner er ofte spektakulære og farverige kulturelle begivenheder med dans, sandkasser for børn at lege i, gratis mad og musik. Alt dette skaber en midlertidig selvfovaltet zone. Dette medfører tit forvirrede politifolk og konfrontationer. De fleste gange vælger aktivisterne ikke-voldelig civil ulydighed, men der har været voldelige sammenstød i forbindelse med RTS begivenheder verden over. 
I Danmark har Reclaim The Streets blandt andet demonstreret på Nørrebro i København natten mellem den 8. og 9. august 2015. Demonstranter smadrede ejendomsmægleres vinduer, antændte skraldespande på Nørrebrogade (der på denne strækning er forbeholdt offentlige busser) og kastede kanonslag mod brandmænd og politi.. 

## Historie
Reclaim the Streets startede i England hvor den fik vind i sejlene på grund af utilfredshed over arrogance og hensynsløshed fra myndighedernes side. Mange trafik-årer og ringveje ved de større byer i Storbritannien blev bygget igennem fattige kvarterer i forstæderne. Dette skabte sympati og grobund for en bevægelse der tog gaden tilbage. Siden har konceptet spredt sig til storbyer i hele verden.

## Eksterne kilder
1. ↑  Video fra begivenheden kan ses på localeyes.dk

- new global vision: film om Reclaim The Streets bevægelsen i England